# ژان ژیرودو
ژان ژیرودو (به فرانسوی: Jean Giraudoux) رمان‌نویس، مقاله‌نویس، نمایش‌نامه نویس و دیپلمات قرن نوزدهم میلادی اهل فرانسه بود. از آثار او می‌توان به «جنگ تروآ به وقوع نخواهد پیوست» اشاره کرد.